# 1785 Wurm
1785 Wurm è un asteroide della fascia principale. Scoperto nel 1941, presenta un'orbita caratterizzata da un semiasse maggiore pari a 2,2363241 UA e da un'eccentricità di 0,0683268, inclinata di 3,77675° rispetto all'eclittica.
L'asteroide è dedicato all'astrofisico tedesco Karl Wurm (1899-1975), che lavorò presso l'Osservatorio Yerkes e all'Osservatorio di Amburgo-Bergedorf.